# Island Company Rum
El Ron Island Company es un ron rubio distribuido por Island Company Rum Inc en West Palm Beach, Florida.

## Origen y Producción
Lanzado por primera vez en 2017 por el dueño y fundador de Island Company, Spencer Antle. Fue idea de Antle con Island Company Rum hacer "el ron más suave del planeta. Un ron que atraiga tanto a mujeres como a hombres". El producto se envejece durante 3 años y se destila cinco veces en Trinidad, es libre de gluten, no contiene carbohidratos y cero azúcar. Solo tiene 60 calorías por onza. Se distribuye en Florida, California, Massachusetts, Texas, Nueva York, Nueva Jersey, las Islas Caimán y las Bahamas.

## Premios
- 2018 Doble Oro, Mejor Ron Dorado/Oscuro - SIP Awards[3]
- 2018 Mejor Diseño de Botella - SIP Awards[3]
- 2018 Mejor Ron Dorado/Oscuro - Competencia Mundial de Bebidas Espirituosas de San Francisco[4]
- 2018 Mejor Diseño - Competencia Mundial de Bebidas Espirituosas de San Francisco[4]
- 2018 Mejor Ron Dorado - Caribbean Journal[5]
- 2018 Premio Oro - Mejor Ron Ligero - World Spirit Awards
- 2017-2018 Premio Platino por Mejor Embalaje - Competencia Mundial de Bebidas[6]
- 2018 Mejor Sabor 5 Años y Menos - World Rum Awards
- 2018 Mejor Diseño - World Rum Awards
- 2017, 2018, 2019 Doble Premio Oro en los Premios del Ron del Caribe[7][8]
- 2018 Mejor Ron en la Competencia Internacional de Espirituosas de Nueva York[9]
- 2018 Mejor Sabor, Ron Menor de 8 Años en la Competencia Internacional de Espirituosas de Nueva York[9]